# Rang-du-Fliers

Rang-du-Fliers este o comună în departamentul Pas-de-Calais, Franța. În 1 ianuarie 2022 avea o populație de 4.339 de locuitori.